# Dena Kaplan
Dena Amy Kaplan (Johannesburgo; 20 de enero de 1989) es una actriz y bailarina sudafricana-australiana, conocida por haber interpretado a Abigail Armstrong en la serie de televisión Dance Academy.

## Biografía
Dena es la hermana menor de la actriz Gemma-Ashley Kaplan y hermana mayor de la actriz Ariel Kaplan.
En 1996 junto con su familia se  mudaron a Australiam donde estudió en el Scopus Memorial College. Asistió a las escuelas de danza Australian Ballet School, Jane Moore Ballet Academy y City Dance Centre. 
En 2011 comenzó a salir con el actor Ryan Corr, pero la relación terminó en 2013.

## Carrera
Su aparición en el escenario por primera vez fue junto a David Campbell en el Production Company's Carousel donde interpretó a Louise. Su segunda aparición pública importante fue como bailarina y cantante en la producción de Disney, "El Rey León". Luego se mudó a Nueva York para estudiar en la Escuela Ailey y Broadway Dance Center, donde le ofrecierón un papel como bailarina, el cual rechazó. 
Su primer papel en la televisión fue en el 2005 donde obtuvo un pequeño papel como una joven en una fiesta durante un episodio de la serie transeuropea Scooter: Secret Agent.
En el 2007 apareció como invitada en la serie policíaca City Homicide donde interpretó a Deborah Statesman en el episodio "The Ripe Fruits in the Garden", más tarde apareció de nuevo en la serie ahora interpretando a Stephanie Wolfe durante el episodio "Atonement".
En el 2009 interpretó a Keli en un episodio de la serie Flight of the Conchords y apareció en la película In Her Skin . 
En el 2010 se unió al elenco de la serie Dance Academy donde interpretó a Abigail Armstrong, una bailarina de ballet clásico auto-exigente hasta el final de la serie en el 2013.
Desde el 2012 apareció como personaje recurrente en la serie australiana Tricky Business donde interpretó a Minnesota Smith, hasta el final de la serie luego de que fuera cancelada al finalizar la primera temporada por las bajas audiencias.
En el 2013 se unió al elenco principal de la serie Camp donde interpretó a Sarah Brennen, la consejera del campamento, hasta el final de la serie luego de que fuera cancelada al  finalizar su primera temporada.

## Filmografía

### Series de televisión
| Año         | Título                      | Personaje                         | Notas                           |
| ----------- | --------------------------- | --------------------------------- | ------------------------------- |
| 2014        | The Doctor Blake Mysteries  | Amelia Yorke                      | episodio "Crossing The Line"    |
| 2010 - 2013 | Dance Academy               | Abigail Armstrong                 | 65 episodios                    |
| 2013        | Camp                        | Sarah Brennen                     | 10 episodios                    |
| 2012        | Mrs Biggs                   | Trish                             | episodio # 1.5                  |
| 2012        | Tricky Business             | Minnesota Smith                   | 7 episodios                     |
| 2007, 2010  | City Homicide               | Deborah Statesman/Stephanie Wolfe | 2 episodios                     |
| 2009        | The Flight of the Conchords | Keli                              | episodio "Unnatural Love"       |
| 2005        | Scooter: Secret Agent       | Joven en Fiesta                   | episodio "Operation: Double Oh" |

### Películas
| Año  | Título                   | Personaje           | Notas |
| ---- | ------------------------ | ------------------- | --- |
| 2009 | In Her Skin              | Joven en Coche      | junto a Justine Clarke, Khan Chittenden, Diane Craig, Jack Finsterer y Rebecca Gibney                             |
| 2015 | Della Mortika            | Beatrix Della Morte | corto - junto a Gigi Edgley, Xavier Samuel, Laura Brent y Noni Hazlehurst                                         |
| 2017 | Dance Academy: The Movie | Abigail Armstrong   | junto a Xenia Goodwin, Jordan Rodrigues, Keiynan Lonsdale, Alicia Banit, Tara Morice, Thomas Lacey y Miranda Otto |
| 2021 | Long Story Short         | Becka               | |

### Apariciones
| Año  | Programa      |
| ---- | ------------- |
| 2004 | Hamish & Andy |

### Teatro
| Año         | Obra        | Personaje | Director (a) | Teatro | Notas |
| ----------- | ----------- | --------- | ------------ | ------ | ----- |
| 2005 - 2006 | El Rey León | Bailarina | -            | -      | -     |